# Bataillon de marche no 21
Pour les articles homonymes, voir BM21 et 21e bataillon.
Le bataillon de marche no 21 (BM 21) est une unité des forces françaises libres, formée de soldats des troupes coloniales. Créé en 1943, le BM 21 combat pendant la Seconde Guerre mondiale en Italie et en France jusqu'en 1945.

## Historique
Le bataillon est créé le 16 février 1943 en Égypte par renommage du bataillon de tirailleurs sénégalais no 1 de la côte française des Somalis (ex-1er bataillon du régiment de tirailleurs sénégalais de la Côte française des Somalis), rallié aux Britanniques le 27 novembre 1942. Le BM 21 est rattaché à la 4e brigade française libre, qui devient la troisième brigade de la 1re division française libre (renommée 1re division motorisée d'infanterie en 1943 puis 1re division de marche d'infanterie en 1944).
À l'été 1943, le bataillon est mis sur le pied de guerre avec rééquipement selon les normes de l'United States Army, à l'exception du casque britannique. Les tirailleurs du bataillon, en poste dans la côte française des Somalis depuis 1939, sont remplacés par des tirailleurs tchadiens de la colonne Leclerc.
Le bataillon est ensuite engagé avec la 1re DMI dans la campagne d'Italie (corps expéditionnaire français en Italie) puis dans le débarquement de Provence. Il continue la poursuite des Allemands jusqu'en Franche-Comté.
À l'automne 1944, le bataillon, comme les autres unités de la 1re DMI, est blanchi : les tirailleurs sont remplacés par de jeunes volontaires des forces françaises de l'intérieur. Il participe ensuite à la bataille d'Alsace,. Il se distingue enfin à la bataille du massif de l'Authion (avril 1945).
Le 15 mai 1945, le BM 21 devient le 3e bataillon du 1er régiment d'infanterie coloniale, créé à partir de la 4e BFL.
Le BM 21 a été cité à l'ordre de l'armée.

## Personnalités ayant servi au bataillon
Unité de combat rattachée à la France libre, le BM 21 a compté dans ses rangs trois compagnons de la Libération :
- Joseph Casile
- Hervé Coué
- Yorgui Koli